# Malcolm Guthrie
Malcolm Guthrie (Ipswich, 10 februari 1903 – Londen, 22 november 1972) was een Brits taalkundige, het meest bekend door zijn classificatie van Bantoetalen (Guthrie 1971). Deze classificatie, hoewel vaak bekritiseerd, is de in de Afrikaanse taalkunde meest gebruikte classificatie van Bantoetalen.
Het magnum opus van Guthrie is Comparative Bantu, dat verscheen in 4 delen, gepubliceerd in 1967 (deel 1), 1970 (deel 3 en 4), en 1971 (deel 2). De 4 delen bieden niet alleen een genetische classificatie, maar ook een reconstructie van Proto Bantoe, de prototaal van de Bantoetaalfamilie.
Guthrie heeft ook uitgebreid gepubliceerd over een keur van Bantoetalen, waaronder Lingala, Bemba, Mfinu, en Teke.